# Elisa Mújica
Elisa Mújica Velásquez (Bucaramanga, Santander, 21 de enero de 1918 -Bogotá, 27 de marzo de 2003) fue una escritora colombiana, reconocida por sus novelas, cuentos y ensayos como una de las más destacadas en Colombia e Hispanoamérica durante el siglo XX. También se dedicó a la literatura infantil. Entre sus principales referentes literarios se encuentran Marguerite Yourcenar y Virginia Woolf.
Su obra ha sido mencionada al lado de las de escritoras como Soledad Acosta de Samper, Alba Lucía Ángel, Helena Araújo, Marvel Moreno y Fanny Buitrago como representante de la literatura escrita por mujeres en la historia de Colombia. Sus obras se relacionan con la realidad colombiana, y son protagonizadas principalmente por mujeres (Celina Ríos, Catalina Aguirre, Mirza Eslava) que, siendo mujeres de provincia, se enfrentan a los problemas propios de la urbe.

## Primeros años
Su trayecto como lectora comenzó a los 4 años, en la biblioteca de su padre, entre los que encontró "un volumen de los Cuentos mágicos de la Editorial Callejas que le regaló el escritor santandereano Blas Hernández con dedicatoria personal" y Las mil y una noches. Mújica fue la menor de tres hermanas. Por cuestiones laborales de su padre, se mudó a Bogotá cuando tenía 8 años de edad, junto con su familia. Debido a obligaciones familiares, después de la muerte de su padre, comenzó a trabajar como mecanógrafa, dejó de lado sus estudios en el colegio de las monjas de La Presentación, a los 14 años,  y nunca pudo culminarlos.
En la década de 1920, en Bogotá, disfrutó de las funciones de obras de teatro en el Teatro Colón,como Los andrajos de púrpura, de Jacinto Benavente; el carrusel del Parque de la Independencia; las primeras funciones de cine, y de librerías como la de don Jorge Roa y Camacho Roldán, en la calle doce, "en donde recuerda haber comprado por cinco pesos los cuentos de los hermanos Grimm o de Andersen, o la librería Cosmos, unas calles más abajo (calle 14 entre carreras 7a y 8a), en donde leía cada semana la revista Blanco y Negro con su suplemento infantil de aventuras de Celia, por Helena Fortún".

## Carrera
Durante la década de 1930, trabajó en el Ministerio de Comunicaciones y fue secretaria personal del político Carlos Lleras Restrepo, en la Contraloría General de la República y luego como ministro de Hacienda, entre 1936 y 1943. Además, durante este mismo período se relacionó con artistas y escritores del llamado Grupo Bachué, como Ramón Barba, Hena Rodríguez, Gonzalo Ariza y Carolina Cárdenas, muy renombrados en la historia del arte en Colombia. También participó en programas radiales en la Radiodifusora nacional de Colombia, en donde "encontró un campo propicio para el desarrollo de sus metas intelectuales, como la presentación, cada semana, de la síntesis de un libro", según la historiadora Viviana Toro. De 1943 a 1945 fue secretaria de la Embajada de Quito. Allí se relacionó con el Grupo de Guayaquil, conformado por intelectuales y escritores de izquierda, con quienes conoció la literatura de denuncia social "que influiría profundamente en su creación narrativa y, al mismo tiempo, la ideología marxista".
En 1947 publicó su primer cuento, "Tarde de visita", en el periódico "El Liberal", y en 1949, su primera novela Los dos tiempos (1949), durante su estadía en Quito. Entre 1946 y 1953, vivió en España, trabajó como corresponsal de "El Tiempo", y publicó el libro de cuentos Ángela y el diablo (1953), dedicados a Katherine Mansfield e ilustrados por Lucy Tejada; prologó y anotó las Reminiscencias de Santafe de Bogotá, de Cordovez Moure, en edición de Aguilar; publicó Catalina (1957, 1963); y contribuyó como redactora de la obra Orfebrería prehispánica de Colombia, sobre el Museo del Oro, del Banco de la República de Colombia, editada por José Pérez de Barradas.En Madrid también conoció a algunos miembros del Grupo del 27, como Dámaso Alonso y Vicente Aleixandre, y a escritores como Pío Baroja y Camilo José Cela.
Entre 1962 y 1967, trabajó como directora de la agencia de la Caja Agraria, en Sopó, y luego como directora de su biblioteca en el mismo municipio. En 1972, publicó su segunda colección de cuentos, Árbol de ruedas. En 1982, fue reconocida como la primera mujer miembro correspondiente de la Academia Colombiana de la Lengua, en donde también ejerció como bibliotecaria y en 1984 publicó Bogotá de las nubes y fue admitida como miembro correspondiente hispanoamericano de la Real Academia Española. En 1987, publicó el libro de cuentos Tienda de imágenes.
También escribió ensayos, como el inspirado en Santa Teresa de Jesús, titulado La aventura demorada; literatura para niños, La expedición botánica contada a los niños (1978); Pequeño bestiario (1981); Cuentos para niños de la Candelaria; trabajó como prologuista y anotadora, para Novelas y cuadros de costumbres de Eugenio Díaz Castro.
Durante toda su vida, publicó 18 libros (entre 1947 y 1997) trabajó en diarios y revistas, publicando comentarios y reseñas de libros en periódicos como El Tiempo, con sus "Lecturas dominicales" (durante treinta años, bajo la dirección de Eduardo Mendoza Varela), y El Espectador, y su suplemento dominical.
Autores como Hernando Téllez, Eduardo Carranza, Eduardo Zalamea Borda, Juan Cristóbal Martínez, Helena Araújo, Eduardo Camacho, Jorge Gaitán Durán y Ernesto Volkening reconocieron y elogiaron su obra, y en particular su trilogía novelística, Los dos tiempos (1949), Catalina (1963) y Bogotá de las nubes (1984). Según Téllez, Catalina es una novela "para relatar el curso de unas vidas en una pequeña ciudad de provincia. Allí la única novedad es el adulterio, la única entretención es el chisme y la única certidumbre es el tedio".
Al ganar el premio Esso, en 1962, los jurados Isabel Lleras de Ospina, Gerardo Valencia y Manuel José Forero, recomendaron la reimpresión de Catalina, "como tributo de admiración a la mujer colombiana y con el fin de estimular más a todos los escritores colombianos". En palabras de la crítica literaria Monserrat Ordóñez, "la frase "como tributo de admiración a la mujer colombiana" indica la primera reacción crítica y la línea de recepción típica ante la literatura escrita por mujeres: inmediatamente se ignora a la autora, se hace abstracción del valor literario de la obra y se ubica dentro de una producción marginal, de un grupo humano al que hay que "admirar" en general (no estimular como a los escritores). sobre todo si hace proezas tales como escribir coherentemente. La admiración del jurado de la Esso iba dirigida a Elisa Mújica (esperemos que no a Catalina) por ser mujer y no por ser escritora". Otros críticos también han reseñado su obra junto a Respirando el verano (1962), de Héctor Rojas Herazo, y Cien años de soledad (1967), de Gabriel García Márquez.
Parte "de su obra se centra en cómo la sociedad ha limitado las posibilidades de las mujeres para alcanzar la autonomía e independencia. Otro segmento da cuenta de su experiencia vital en el barrio bogotano de La Candelaria, en donde vivió, investigó y escribió "bellos libros juveniles sobre sus calles o sobre la Expedición Botánica", según el crítico literario Juan Gustavo Cobo Borda.
Recibió la Cruz de Boyacá  en 1998, mismo año en el que su obra fue celebrada en la Feria Internacional del Libro .Murió en Bogotá el 27 de marzo de 2003. Actualmente, su archivo se encuentra disponible para consulta en el Archivo Distrital de Bogotá

## Obra publicada

### Novela
- Los dos tiempos. Bogotá: Editorial Iqueima, 1949
- Catalina, Madrid: Aguilar, 1963
- Bogotá de las nubes, Bogotá: Tercer Mundo, 1984

### Ensayo
- El Indio en América: síntesis de obras americanas sobre el problema indígena, 1948
- La aventura demorada: ensayo sobre santa Teresa de Jesús, Bogotá: Presencia, 1951 y 1964.
- La Candelaria, Bogotá: Instituto Colombiano de Cultura, 1974
- Introducción a Santa Teresa, Bogotá: Instituto Colombiano de Cultura Hispánica, 1981
- Las altas torres del humo: raíces del cuento popular en Colombia, 1985
- Sor Francisca Josefa de Castillo, 1991

### Cuento
- Tarde de visita, 1947
- Marcelina, una amiga de Balzac, 1950
- Las esposas de los escritores, 1950
- Ángela y el diablo, Bogotá: Aguilar, 1953
- Árbol de ruedas, Bogotá: Editorial Revista Colombiana, 1972
- "Jose Celestino y el dragon", en Pasado y Porvenir de la Expedición Botánica, Bogotá: Instituto Colombiano de Cultura Hispánica, 1985
- La tienda de las imágenes, 1987
- Cuentos, 2009

### Literatura infantil
- La Expedición Botánica contada a los niños, Bogotá: Enka - Colcultura, 1978; Bogotá: Carlos Valencia, 1981.
- Bestiario, 1980, Bogotá: Carlos Valencia, 1981.
- Pequeño Bestiario, 1990
- Las casas que hablan: guía histórica del barrio de la Candelaria de Santa Fé de Bogotá, 1994 (Reedición de la SCRD, 2023)
- Cuentos para niños de La Candelaria, 1997

### Autobiografía
- Diario: 1968-1971, 2008

### Ediciones críticas
- Reminiscencias de Santafé de Bogotá, de José María Cordovez Moure, Madrid: Aguilar, 1957, 1962.
- Novelas de cuadros y costumbres, de Eugenio Díaz, Bogotá: Procultura, 1985 [1880]
- Las altas torres del humo, Bogotá: Procultura, 1985.

## Premios y distinciones
- 1962 Distinción en el Premio Esso, por su novela Catalina.[18]